# Pádraigín Ní Uallacháin

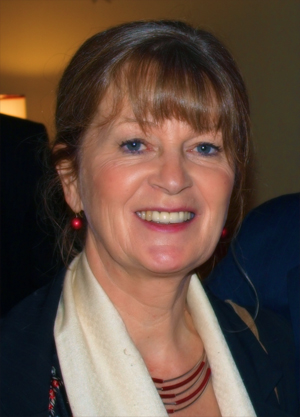
Pádraigín Ní Uallacháin

Pádraigín Ní Uallacháin is een Noord-Ierse zangeres uit Ulster.

## Jeugd en opleiding
Ní Ualacháin groeide op in kleine gemeenschap in het zuidoosten van het graafschap Ulster in een gebied waar de belangrijkste taal het Iers was. Na haar middelbare school volgde ze de opleiding tot onderwijzer en werkte vijftien jaar als onderwijzeres. Ze volgde naast haar werk zanglessen en trad op als uitvoerend artiest met een repertoire van traditionele Ierstalige liederen.

## Zang en presentatie
Naast haar werk in het onderwijs ging Ni Ualacháin werken als producent en later ook presentator bij de Ierse publieke omroep RTE in Dublin en ook begon ze landelijk op te treden als zangeres. Een aantal jaren geleden is zij aangesteld als docent traditionele zang aan de Queen’s University van Belfast.

## Plaatopnamen
Tot op heden zijn er zes albums uitgebracht met haar liederen. Zij staat bekend als een Sean-nós zanger die traditionele liederen uit Ulster in het Iers vertolkt. Haar album An Dealg Óir maakte zij samen met Steve Cooney, een multi-instrumentalist en tevens de producent van haar laatste twee albums.

## Nevenactiviteiten
Naast haar optredens in Ierland en de USA houdt zij ook daar workshops aan universiteiten en festivals. Zij heeft opgetreden met de dichters Ciaran Carson, Paul Muldoon, Michael Longley en Seamus Heaney. Ook werkt zij sinds 1997 samen met de componist en trompettist Palle Mikkelborg uit Kopenhagen. Zij maakte ook een opname met harpist Helen Davies op Helen's harp album Open the door softly. Helen Davies, Palle Mikkelborg en Mikkel Nordso doen mee op haar album Áilleacht.

## Discografie
- A Stór is A Stóirín – 1994 met Garry O’Brian gitaar
- An Dara Craiceann - 1995 met Garry O’Brian gitaar
- When I Was Young - 1997 met Len Graham en Garry O’Brian
- An Irish Lullaby (Suantrai) - 1999 met Garry O’Brian gitaar
- Áilleacht (Gael Linn 2005), met Helen Davies, Palle Mikkelborg en Mikkel Nordso
- An Dealg Óir (The Golden Thorn CEFCD 187) met Steve Cooney
- Open the Door Softly, de harp LP van Helen Davies
- Songs of the Scribe - 2011 - met o.a. een lied over Pangur Bán

- Gemeinsame Normdatei: 1060866617
- International Standard Name Identifier: 0000 0000 4264 3398
- Library of Congress Control Number: no00028915
- MusicBrainz: 99210cb9-c22a-4b40-a571-f7d8352c938e
- Nederlandse Thesaurus van Auteursnamen: 261858092
- Système universitaire de documentation: 077253531
- Virtual International Authority File: 9387180